# Anton Pann
Anton Pann (geboren als Anthonie Pantoleon-Petroveanu) (Sliven, tussen 1794-1798 – Boekarest, 2 november 1854) was een Ottomaans dichter, hoogleraar religieuze muziek, protopsalter, componist van religieuze muziek, folklorist, literator, publicist en componist van het volkslied van Roemenië. Daarnaast heeft hij een verzameling van spreekwoorden aangelegd.
Pann is geboren in de stad Sliven, die destijds in het Ottomaanse Rijk lag en tegenwoordig deel uitmaakt van Bulgarije.
- Bibsys: 90574823
- Biblioteca Nacional de España: XX1360298
- Bibliothèque nationale de France: cb12032021h (data)
- Gemeinsame Normdatei: 119509024
- International Standard Name Identifier: 0000 0000 8375 8079
- Library of Congress Control Number: n84186354
- MusicBrainz: f5a4d800-ae58-42c5-9288-d6b63a6ff63f
- Nationale Bibliotheek van Tsjechië: jx20101020012
- Nationale Bibliotheek van Israël: 987007373098805171
- Nederlandse Thesaurus van Auteursnamen: 070881863
- Système universitaire de documentation: 028495888
- Virtual International Authority File: 41855696
- WorldCat: E39PBJtxb8pPbkp76GHwcfRtKd